# Microdorcadion tuberculatum
Microdorcadion tuberculatum är en skalbaggsart som beskrevs av Maurice Pic 1925. Microdorcadion tuberculatum ingår i släktet Microdorcadion och familjen långhorningar. Inga underarter finns listade i Catalogue of Life.